# Andinomys edax
Andinomys edax е вид бозайник от семейство Мишкови (Muridae). Възникнал е преди около 0,0117 млн. години по времето на периода кватернер. Видът е незастрашен от изчезване.

## Разпространение
Разпространен е в Аржентина, Боливия, Перу и Чили.

## Описание
Теглото им е около 69,8 g.
Популацията на вида е стабилна.